# Pallavolo ai VI Giochi del Mediterraneo
La pallavolo ai VI Giochi del Mediterraneo si è giocata durante la VI edizione dei Giochi del Mediterraneo, che si è svolta a Smirne, in Turchia, nel 1971: in questa edizione si è svolto esclusivamente il torneo maschile, vinto dalla nazionale di pallavolo maschile della Jugoslavia.